# Liptena evanescens
Liptena evanescens är en fjärilsart som beskrevs av Kirby 1887. Liptena evanescens ingår i släktet Liptena och familjen juvelvingar. Inga underarter finns listade i Catalogue of Life.